# Tomasz II (hrabia Acerry)
Tomasz II (ur. ok. 1213, zm. 15 marca 1273) – hrabia Acerry w latach 1251-1273, syn Adenolfa III i Małgorzaty d'Ugento.